# O Rappa
O Rappa (У Раппа) — бразильская рок-группа, сочетающая в своём творчестве черты регги, фанка, самбы, хип-хопа и собственно рок-музыки.

## История
В 1993 году популярный ямайский регги-певец Papa Winnie приехал в Бразилию с целью дать несколько концертов. Певца не сопровождали музыканты-инструменталисты, и для аккомпанемента ему понадобилась местная группа. Такая группа была в срочном порядке собрана тогдашним продюсером бразильской регги-группы Ciadade Negra Нелсоном Мейрелешем.
Помимо самого Нельсона, игравшего на бас-гитаре, в неё вошли клавишник Марселу Лобату из группы África Gumbe, гитарист Алешандре Менезис по прозвищу Xandão (с порт. — «Шандан»), ранее выступавший с различными африканскими группами в Париже и барабанщик Марселу Юка из группы KMD-5.
После окончания гастролей ямайского певца четверо музыкантов решили остаться вместе и организовать группу, в которой они могли бы продолжить сотрудничество. В новом коллективе не хватало вокалиста. Музыканты опубликовали в газете O Globo объявление о поиске певца для создаваемой группы и, прослушав множество кандидатов, выбрали Марселу Фалкона, который стал бессменным вокалистом O Rappa.
В следующем 1994 году группа выпустила свой дебютный альбом, получивший название O Rappa. Не получивший получил широкой известности альбом стал единственной записью продюсера и бас-гитариста Мейрелиса в составе группы. Вскоре после его записи Нелсон покинул коллектив, а место басиста занял Лауру Фарьяс, коллега Марселу Юки по группе KMD-5.

## Дискография

### Студийные альбомы
- 1994 — O Rappa
- 1996 — Rappa Mundi
- 1999 — Lado B Lado A
- 2003 — O Silêncio Q Precede O Esporro
- 2008 — 7 Vezes

### Концертные альбомы
- 2001 — Instinto Coletivo
- 2005 — Acústico MTV

## Состав

### Текущий состав
- Марселу Фалкон (Marcelo Falcão) — вокал (с 1993)
- Шандан (Xandão) — гитара (с 1993)
- Лауру Фарьяс (Lauro Farias) — бас-гитара (с 1994)
- Марселу Лобату (Marcelo Lobato) — синтезатор, ударные (с 1993)
- DJ Negralha — вертушки
- Cleber Sena — ударные

### Бывшие участники
- Нелсон Мейрелис (Nelson Meirelles) — бас-гитара (1993—1994)
- Марселу Юка (Marcelo Yuka) — ударные (1993—2000)
- Маркус Лобату (Marcos Lobato) — синтезатор (2000—2007)